# 岐阜県立下呂温泉病院

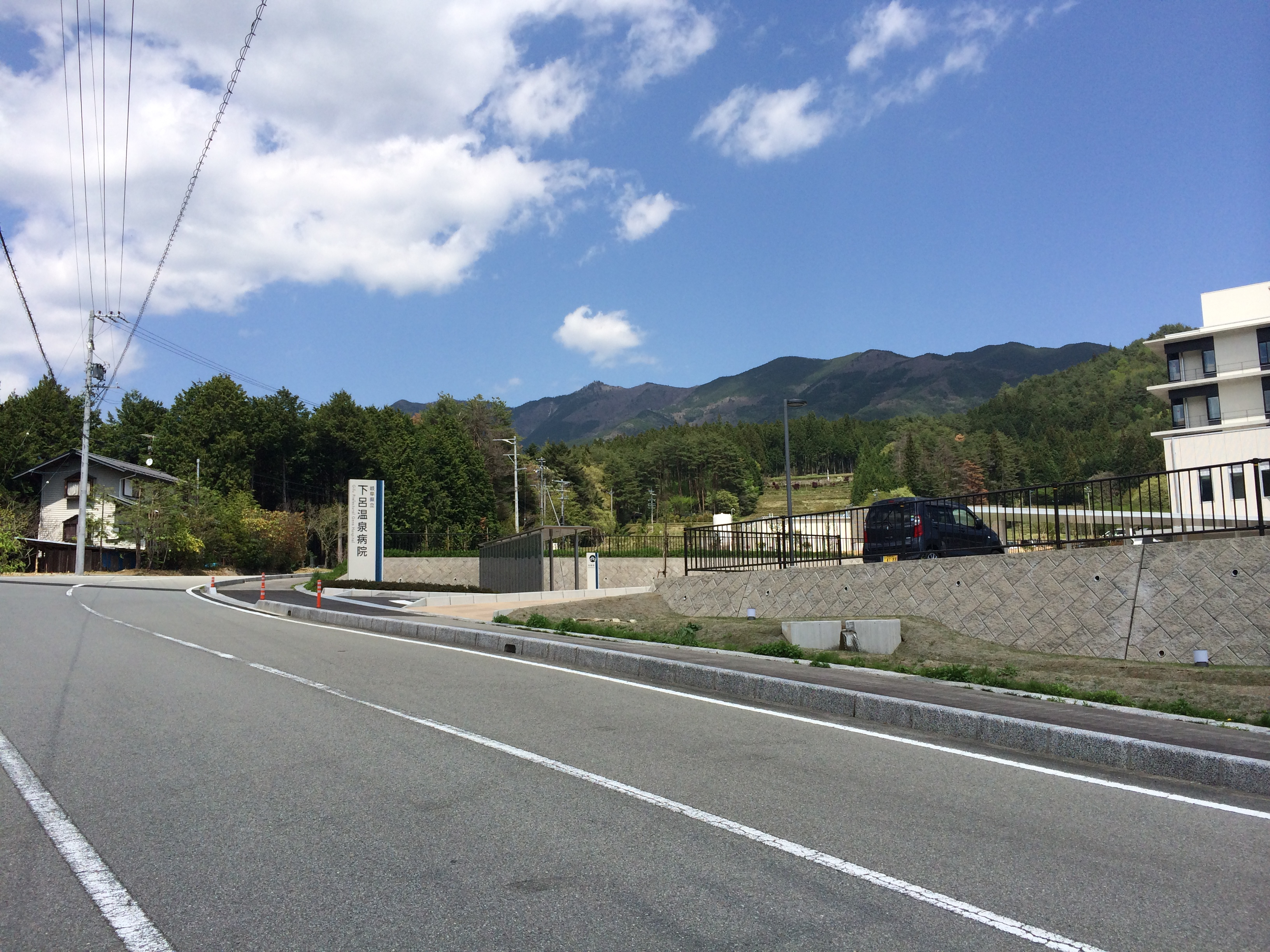
下呂温泉病院入口

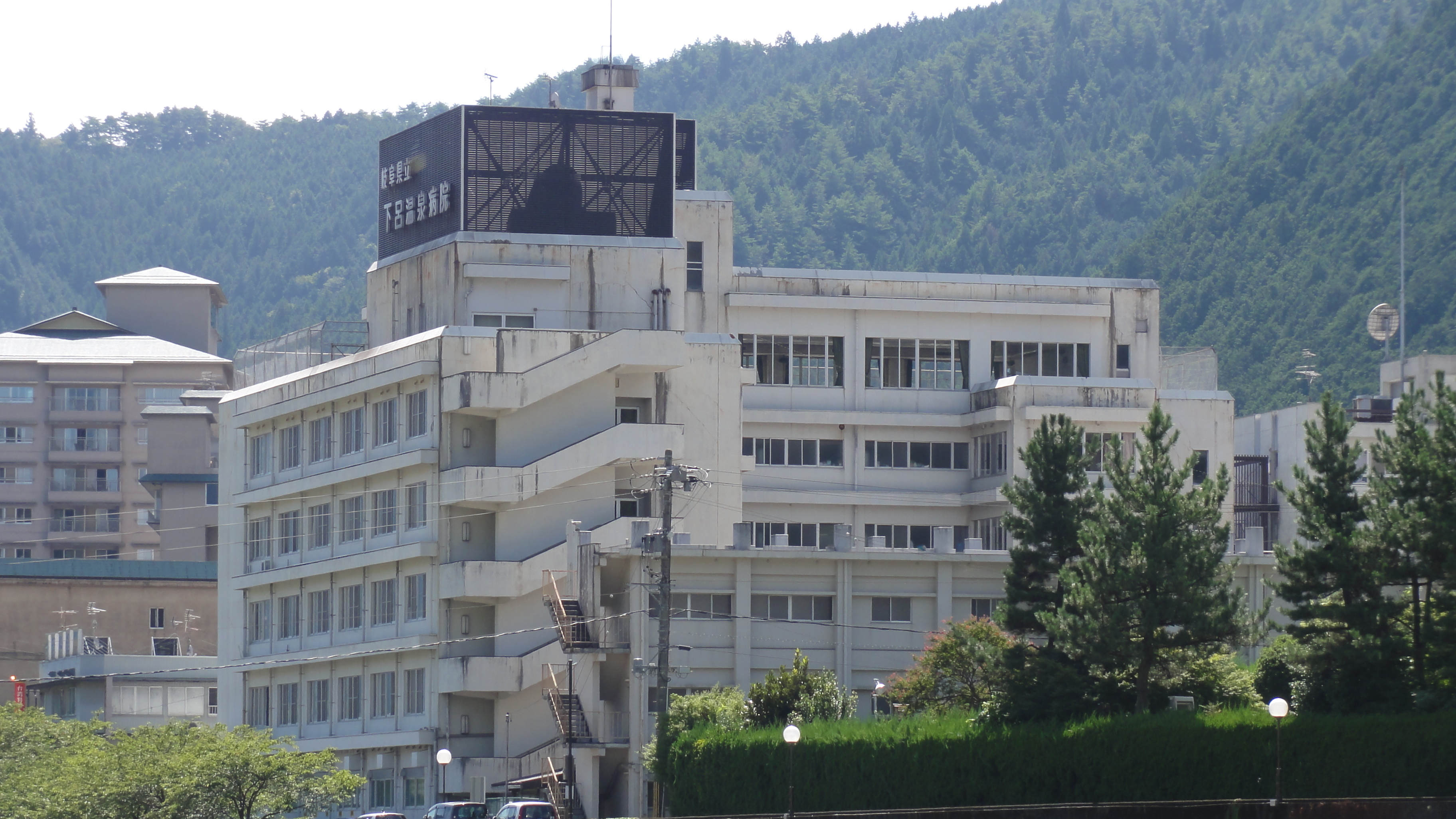
旧下呂温泉病院

岐阜県立下呂温泉病院（ぎふけんりつげろおんせんびょういん）は、岐阜県下呂市にある病院である。地方独立行政法人岐阜県立下呂温泉病院が運営する。

## 概要
下呂温泉の近くにあり、なお、温泉の名前を冠しているが温泉療法は行われていない。かつては温泉療養を中心とした長期療養型の病院であったが、現在は急性期病院として下呂市のある飛騨地域南部の救急医療を担っている。英語表記にも、移転を機に「Hot Spring」の文字は除かれた。
かつては、人間ドックに東洋医学を組み込んだ東西医学ヘルスドックがあった。2014年（平成26年）3月までは、東洋医学科があり、東洋医学を応用した治療も行っていたが、移転に際し廃止された。

## 沿革
- 1937年（昭和12年） - 名古屋陸軍病院（現国立病院機構名古屋医療センター）下呂温泉療養所として開院。旅館を1軒借りて開院したという。
- 1945年（昭和20年） - 名古屋陸軍病院が一時、下呂温泉療養所に疎開する。戦後、陸軍省から大蔵省を通して厚生省に移管され、国立名古屋病院下呂分院に改称する。
- 1953年（昭和28年）7月 - 岐阜県に移管され、岐阜県立下呂病院として開院。
- 1960年（昭和35年） - 岐阜県立下呂温泉病院に改称する。
- 1972年（昭和47年） - 総合病院となる。
- 1990年（平成2年） - 東洋医学科を新設。
- 1992年（平成4年） - 東西医学ヘルスドックを新設。
- 2010年（平成22年） - 地方独立行政法人岐阜県立下呂温泉病院による運営となる。
- 2014年（平成26年）5月1日 - 下呂市森地内へ移転新築・開院[1]。

## 診察科
- 内科
- 小児科
- 外科
- 整形外科
- 脳神経外科
- 皮膚科
- 泌尿器科
- 腎臓内科
- 産婦人科
- 眼科
- 耳鼻咽喉科
- リハビリテーション科
- 歯科口腔外科 など

## 交通機関
- JR高山本線「下呂駅」下車で、徒歩で約30分。バスで約8分。
- 国道41号「森」交差点より、市道へ入り車で約5分。
- 中央自動車道 中津川インターチェンジより、車で約1時間。

## その他
名古屋陸軍病院下呂温泉療養所が開院したさいに使用された温泉旅館は、日本信販（現三菱UFJニコス）創業者である山田光成が経営していた旅館といわれている。